# Манастир Тушимља
Манастир Тушимља се налази између Рашке и Новог Пазара, на обронцима Голије, према Копаонику.

## Манастирска црква
Нема историјских података о времену настанка и ктитору храма. Црква се не помиње у средњовековним изворима, нити се село помиње у познатој повељи о замени поседа Војислава Војиновића и челника Мусе.
Мештани говоре да им је од старијих остало предање о цркви која је, кажу, била на том месту још у 11. веку. У музеју, архиву у Новом Пазару има неких података који се односе на средњи век. Помиње се средњовековни манастир у месту Тушимље. Мисли се да се то односи на ово место, или на овај крај.
За остатке цркве у Радошићима Б. Кнежевић верује да су припадали манастиру Тушимља. Наиме, у пописима Зворничког санџака 1519. године, нашао се и манастир Тушимља у оквирима тимара кадије Брвеника, заједно са селом Батан. У следећем попису (1533) нашао се у тимару Алије, са истим пореским обавезама од 150 акчи, а 1548. године се не помиње.
Село Тушимља више не постоји, али у близини села Бадањ, како је идентификован Батан, налази се Тушимљанско брдо, траг некадашњег села Тушимља.
Негде у току Другог светског рата саграђена је црква мањих димензија и посвећена Успењу Пресвете Богородице, и по традицији слави прву недељу по Успењу. Али постоји и обичај да се овде народ окупља и на празник Вазнесења Господњег, то им је заветна слава, или «литија», па се због тога раније мислило да је и црква посвећена Вазнесењу, и цео манастирски комплекс је сада посвећен великом празнику Вазнесења Господа нашег Исуса Христа. Касније је установљено да је црква ипак посвећена Успењу Пресвете Богородице.